# Voreia Tzoumerka
 Voreia Tzoumerka  (Grieks: Βόρεια Τζουμέρκα) is sedert 2011 een fusiegemeente (dimos) in de Griekse bestuurlijke regio (periferia) Epirus.
De zeven deelgemeenten (dimotiki enotita) van deze gemeente zijn:
- Kalarites (Καλαρίτες)
- Katsanochoria (Κατσανοχώρια)
- Matsouki (Ματσούκι)
- Pramanta (Πράμαντα)
- Syrrako (Συρράκο)
- Tzoumerka (Τζουμέρκα)
- Vathypedo (Βαθύπεδο)